# Ripi
Ripi és un comune (municipi) de la província de Frosinone, a la regió italiana del Laci, situat a uns 80 km al sud-est de Roma i a uns 7 km a l'est de Frosinone.
Ripi limita amb els municipis d'Arnara, Boville Ernica, Ceprano, Pofi, Strangolagalli, Torrice i Veroli.
A 1 de gener de 2019 tenia 5.241 habitants.